# Alexandre Gemignani
Alexandre Gemignani (San Paolo, 26 giugno 1925 – San Paolo, 8 marzo 1998) è stato un cestista brasiliano.

## Carriera
Con il Brasile ha disputato i Giochi olimpici di Londra 1948 e i Campionati mondiali del 1950.